# Condado de Gratiot
O Condado de Gratiot é um dos 88 condados do estado americano de Michigan. A sede do condado é Ithaca, e sua maior cidade é St. Louis.
O condado possui uma área de 1 480 km² (dos quais 4 km² estão cobertos por água), uma população de 42 285 habitantes, e uma densidade populacional de 29 hab/km² (segundo o censo nacional de 2000). O condado foi fundado em 1855.